# 2551 Decabrina
2551 Decabrina је астероид главног астероидног појаса са средњом удаљеношћу од Сунца која износи 3,150 астрономских јединица (АЈ).
Апсолутна магнитуда астероида је 12,1.